# کامپک

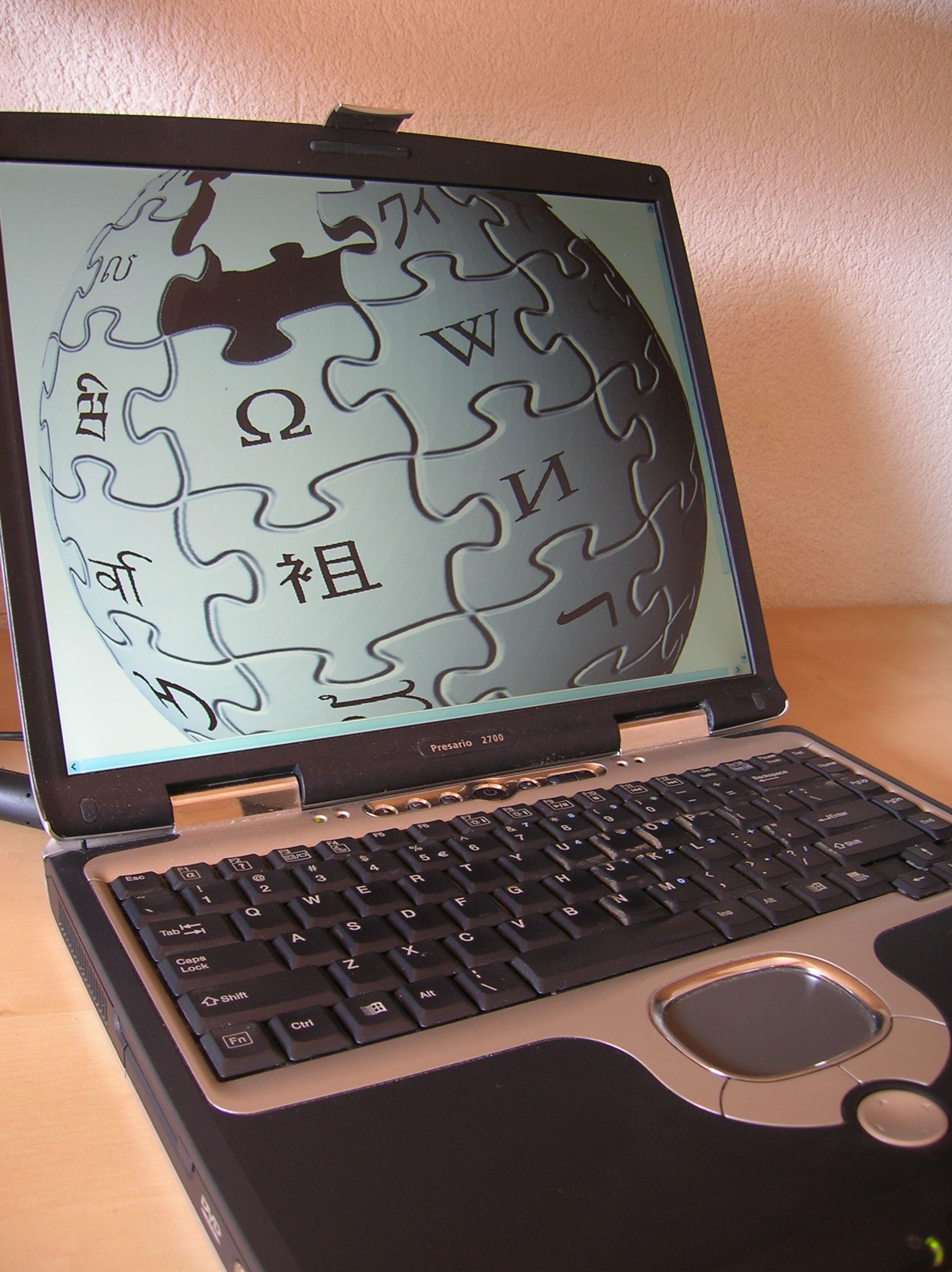
یکی از محصولات این شرکت

کامپک (به انگلیسی: Compaq) از شرکت‌های بزرگ رایانه‌ساز آمریکا بود، که در سال ۱۹۸۲ تأسیس شد. این شرکت، در زمینه فروش کامپیوتر و ارائه قطعات و لوازم جانبی مرتبط با کامپیوتر، فعالیت می‌نمود.
شرکت کامپک قطعات اولین کامپیوترهای سازگار با آی‌بی‌ام را تولید می‌کرد و اولین شرکتی بود، که به صورت قانونی، شروع به تولید و ارائه کامپیوترهای خانگی آی‌بی‌ام نمود.
این شرکت در طول دهه ۱۹۹۰ توسعه یافته و به عنوان بزرگترین شرکت ارائه کامپوترهای خانگی فعالیت می‌کرد، تا اینکه در سال ۲۰۰۱ شرکت دل از آن پیشی گرفت...
در سال ۲۰۰۲ شرکت کامپک با قیمت ۲۵ $ میلیارد دلار توسط اچ‌پی خریداری شد The Compaq brand remained used by HP for lower-end systems.، ولی برند کامپک، همچنان توسط اچ‌پی مورد استفاده قرار گرفت. این شرکت، توسط رود کانیون، جیم هریس و بیل مورتو در تگزاس اینسترومنتس راه‌اندازی شد.
مدیران ارشد شرکت کامپک، تا سال ۱۹۹۱ از این شرکت جدا شده و ابتدا در سال ۱۹۸۷ بیل مورتو و سپس در سال ۱۹۹۱ در پی دگرگونی‌های ایجاد شده کانیون (مدیر عامل) و هریس نیز این شرکت را ترک کرده و فایفر اکارد به عنوان مدیر عامل این شرکت منصوب شد. فایفر در دهه ۱۹۹۰ سکان رهبری کامپک را در دست داشت و از سوی دیگر، بن روزن سرمایه‌گذاری کلانی را، در این شرکت انجام داد و خود نیز بمدت ۱۸ سال به عنوان رییس هیئت مدیره کامپک، فعالیت نمود.
در تاریخ ۲۸ سپتامبر ۲۰۰۰ وی اعلام بازنشستگی کرد و پس از او، مایکل کاپلاس به عنوان آخرین رئیس هیئت مدیر این شرکت، منصوب شد و تا زمان ادغام کامپک، با اچ‌پی در این مقام باقی‌ماند.
دفتر مرکزی شرکت کامپک، در سال‌های فعالیت خود، به عنوان یک شرکت مستقل، در هریس کانتی تگزاس قرار داشت. در حال حاضر کامپک یکی از مارک‌های شرکت هیولت پکرد محسوب می‌شود و دفتر مرکزی آن نیز در نزدیکی ساختمان مرکزی اچ‌پی مستقر می‌باشد.